# Stemma del Connecticut

Stemma del Connecticut

Lo stemma del Connecticut  (ufficialmente in inglese Great Seal of the State of Connecticut, ossia Gran Sigillo dello Stato del Connecticut) è stato adottato nel 1784. 
Esso raffigura tre viti e un nastro posto al di sotto di esse e recante la scritta Qui transtulit sustinet (motto latino: "Chi ci trasferì, ci sostiene"). Inoltre intorno allo stemma, in una fascia circolare bianca, è posto l'inciso SIGILLUM REIPUBLICÆ CONNECTICUTENSIS, traduzione latina del nome dell'emblema.